# Terry Mattingly
Terry Mattingly (31 gennaio 1954) è un giornalista e docente statunitense, gestore del sito cristiano di informazione religiosa getreligion.org.
Dall'estate del 1988 ha curato la rubrica On religion della divisione Universal Uclick della società editoriale McMeel Syndication, che principalmente realizza fumetti e vignette satiriche pubblicate da media di tutto il mondo, che dal 2011 è partner del gruppo editoriale statunitense E. W. Scripps Company.
Docente di Giornalismo e Mass Media al Milligan college nel Tennensee e alla Palm Beach Atlantic University in Florida, è fellow di Religione Media al The King's College di New York. È il direttore del The Washington Journalism Center, un programma sviluppato dalla Council for Christian Colleges and Universities, un'associazione che dal 1970 raccoglie 170 istituzioni scolastiche cristiane degli Stati Uniti e del Canada.

Cristiano ortodosso convertito e praticante, è legato da un lungo sodalizio con Howard Ahmanson Jr.

## Biografia
Figlio di un pastore battista e di una giornalista, trascorse la propria infanzia con la famiglia nello Stato americano del Texas. Membro dei boy-scout fin da giovane, frequentò la scuola pubblica "Thomas Jefferson" di Port Arthur, nel Texas, che dal 1965 aveva eliminato la segregazione razziale, ammettendo gli studenti afroamericani nel proprio istituto.
Nel 1976, conseguì il bachelor of arts in Giornalismo e Storia Americana alla Baylor University, al quale seguirono l'M.S. in giornalismo all'Università dell'Illinois - Urbana-Champaign nell''82, e, due anni più tardi, un master of arts nello studio dei rapporti fra Stato e Chiesa.
La sua carriera giornalistica iniziò come curatore della rubrica musicale Blackbeat per la rivista Champaign-Urbana News-Gazette, occupandosi del genere rock.
Dal 1982 al 1984, Mattingly lavorò per il The Charlotte News e per il Charlotte Observer, e nei sei anni seguenti, si occupò di informazione religiosa per il Rocky Mountain News di Denver. Dopo aver insegnato giornalismo e mass media al Milligan College, dal 1988 iniziò a curare la rubrica On Religion presso il Scripps Howard News Service di Washington, gestendo anche il sito web GetReligion, un blog giornalistico di informazione religiosa.

on religion è pubblicato dal sito patheos.com, una società editoriale Internet apartitica e non denominazionale che pubblica notizie e commenti da punti di vista religiosi e non.
Mattingly è legato da un decennale sodalizio con Howard Ahmanson Jr. e sua moglie, risalente a quando Roberta era titolare dell'informazione religiosa per il The Orange County Register alla fine degli anni '80. Roberta fu nel gruppo di soggetti attuatori di GetReligion, mentre Ahmanson si dedicò a far crescere il Washington Journalism Center -del quale Mattingly è direttore-, e l'Oxford Center for Religion and Public Life, che ospita il sito web.

Mattingly è soprannominato TMatt, espressione ripresa dal suo blog personale e spesso si riferisce a sé stesso un prodigo texano.
Dopo aver lasciato la Chiesa Battista del Sud, nella quale fu cresciuto dalla famiglia ed in particolare dal padre pastore, per un certo periodo fu membro della Chiesa episcopale, prima della Conversione  di entrare a far parte dell'arcidiocesi ortodossa antionicha del Nord America.

## Opere
- (EN) Pop Goes Religion: Faith in Popular Culture, Bully Pulpit Books, Nashville, Thomas Nelson, 2005,  pp. xxiv, 199, ISBN 978-1-4185-7756-8, OCLC 795564029. URL consultato il 4 gennaio 2020 (archiviato il 4 gennaio 2020).